# Blockland (Computerspiel)
Blockland ist ein Computerspiel, bei dem die Spieler mit Blöcken bauen können. Es wurde von Eric Hartman entwickelt und am 24. Februar 2007 veröffentlicht. Blockland wird auf Steam für Windows und macOS zum Kauf angeboten.

## Spielmechanik
In Blockland können Bauwerke in einer Einzelspieler- oder Mehrspieler-Umgebung aufgebaut werden. Mit speziellen Werkzeugen wie dem „Wrench“ kann ein Spieler den Steinen Effekte (u. a. Beleuchtung, Glanzlichter und animierte Partikel) hinzufügen. Das Spiel bietet auch eine Vielzahl von Fahrzeugen, Waffen, Speichern und Laden von Konstruktionen, automatisierte Konstruktion durch Makros und ein Mini-Spiel-System. Das Minispiel-System ermöglicht es Benutzern, in konfigurierbaren Spielmodi, in der Welt zu spielen. Diese können von einem einfachen Deathmatch bis zu einem Zombie Survival-Spiel bis hin zu „Capture the Flag“ reichen. Dieses System erlaubt es den Spielern auf einem Server in einem Minigame zu spielen, während die anderen weiter bauen. Jeder Spieler, der das Spiel gekauft hat, kann einen Server erstellen. Ein Standard-Server ist in der Lage, bis zu 32 Spieler aufzunehmen. Blockland nutzt ein Trigger- und Event-basiertes System, um grundlegende interaktive Objekte wie Lichtschalter, Raketenwerfer, einstürzende Bausteinstrukturen oder Arcade-ähnliche Spiele wie Pong zu erstellen. Blockland verfügt über ein Add-On-System, womit die Nutzer benutzerdefinierte Inhalte wie eigene Waffen, Karten, Fahrzeuge und Effekte verwalten können. Mit dem Update auf v11, wurde eine Physik-Feature erstellt, das ein Versuch zu einem realistischeren Aspekt ist. Wenn dieses Feature ins Spiel kommt, kann ein Stein mit Waffen/Events weggeschossen werden.

## Demo
Die Demo-Version von Blockland ist auf 150 Steine begrenzt und lässt nur Single-Player-Spiele zu. Allerdings ist es möglich, LAN-Server, die durch die Eigentümer der Vollversion erstellt worden, sind beizutreten. Die Demo-Version wird zur Vollversion, wenn ein einmaliger Aktivierungsschlüssel auf der Blockland-Website oder auf RegNow.com gekauft werden konnte. Seit 2020 benötigt kann das Spiel nur noch über Steam gekauft und gespielt werden.

## Entwicklung
Die erste öffentliche Version von Blockland war Version 0002. Das Magazin The Globe and Mail schrieb einen Artikel über diese frühe Version von Blockland, in der Eric behauptet, das Spiel habe 20.000 Nutzer in den ersten 10 Tagen gehabt. Nach kurzer Zeit kaufte Lego Blockland von Hartman und gab ihm einen Job für das Spiel für mindestens ein Jahr. Nach kurzer Zeit verließ Eric Hartman Lego, erstellte eine „Retail-Version“ von Blockland und entfernte alle urheberrechtlich geschützten Inhalte von Lego.

## Modifikationen
Blockland erlaubt es Benutzern neue Add-ons zu erstellen und mit anderen Spielern zu teilen. Generell ist ein Add-on ein neuer Stein, Waffen, Karten usw. Diese Add-ons werden in eine ZIP-Datei mit dem Skript und den Daten die für das Add-On benötigt werden verpackt. Das Add-on kann dann in einen Ordner für Blockland platziert werden, um daraufhin automatisch in das Spiel geladen (sofern sie ordnungsgemäß verpackt sind) zu werden wenn Blockland startet. Weil Blockland Open Source ist, können alle Standardfahrzeuge und Waffen die im Spiel benutzt werden von den Spielern untersucht werden, um über sie zu lernen, wie man das Spiel zu modifizieren kann.
Die Community hat mittlerweile eine sehr große Anzahl von Modifikationen erstellt, die Remakes von kompletten Spielen (Team Fortress 2, Left 4 Dead), einzelnen Elementen (Portal) aber auch komplett eigenen Inhalten wie Rollenspiele, Fahrzeuge, Werkzeuge und Waffen beinhalten.

### Return-To-Blockland
Return-To-Blockland ist eine spezielle Modifikation für Blockland, die einen In-Game Downloadmanager und einen IRC-Client beinhaltet. Seit dem 14. Februar 2014 ist der Support von RTB eingestellt wurden. Auch der IRC-Client wie auch der In-Game Downloadmanager sind nicht mehr verwendbar, da die Server der RTB Seite abgestellt worden sind.